# Franz Magyar
Franz Magyar (* 6. Mai 1894 in Wien; † 4. September 1958 ebenda) war ein österreichischer Maschinenbauer und Hochschullehrer. Er war Rektor der Technischen Hochschule Wien.

## Leben
Franz Magyar studierte ab 1912 an der Technischen Hochschule Wien Maschinenbau. Nach Ausbruch des Ersten Weltkriegs wurde er zur Infanterie eingezogen, ab 1916 war er als Flieger bei den k.u.k. Luftfahrtruppen. Im Rahmen seiner Mitarbeit in der Luftschiffwerft am Wiener Arsenal war er unter anderem auch mit der Entwicklung von Fallschirmsystemen beschäftigt. Nach dem Krieg beendete er 1919 das Studium mit der zweiten Staatsprüfung.
Ab 1920 war er als Assistent von Artur Budau (1856–1923) an der Lehrkanzel für Wasserkraftmaschinen und Pumpen tätig, wo er bis 1931 blieb. Unter anderem arbeitete er dort an dem 1920/21 von Budau veröffentlichten Lehrbuch für Hydraulik sowie den Vorlesungen für Pumpenbau mit. Nebenbei unterrichtete er ab 1921 auch an der Bundeslehranstalt für Maschinenbau und Elektrotechnik in Wien. 1923 promovierte er an der Technischen Hochschule Wien mit einer Dissertation zum Thema Beschleunigungs- und Stoßwellenprobleme beim hydraulischen Widder und supplierte an der Hochschule die Fächer Hydraulik, Wasserkraftmaschinen und Pumpen. 1927 habilitierte er sich mit einer Arbeit über die Theorie der Schwingungen in Windkesseln von Kolbenpumpen. Gemeinsam mit dem Nachfolger von Artur Budau, Eugen Feifel (1880–1965), beschäftigte er sich mit Strömungen in Zyklonen.
1937 wurde er an der Hochschule zum außerordentlichen Professor ernannt, nach dem „Anschluss“ Österreichs allerdings seiner Funktionen enthoben. Während des Krieges war er in der Industrie tätig, nach Kriegsende kehrte er 1945 als ordentlicher Professor für Strömungslehre an die Hochschule zurück. In den Folgejahren baute er das durch den Krieg beschädigte Aerodynamische Labor wieder auf und beschäftigte sich weiterhin mit der Strömung in Zyklonen sowie mit Wirbelsenkenströmungen und entwickelte er eine Dralldüse zur Zerstäubung von Flüssigkeiten. In den Studienjahren 1946/57 bis 1949/50 war er Dekan der Fakultät für Maschinenwesen, im Studienjahr 1957/58 wurde er zum Rektor der Technischen Hochschule gewählt.
Magyar war langjähriger Herausgeber der Zeitschrift Österreichisches Ingenieur-Archiv, 1958 wurde er wirkliches Mitglied der Österreichischen Akademie der Wissenschaften. Er starb kurz vor Ende seines Rektorates im Alter von 64 Jahren.

## Publikationen (Auswahl)
- 1920 (gemeinsam mit Arthur Budau): Kurzgefaßtes Lehrbuch der Hydraulik-Hydrostatik-Hydrodynamik-Hydrometrie für Ingenieure, Studierende höherer technischer Lehranstalten und zum Selbstunterricht, Fromme-Verlag, Wien/Leipzig
- 1921 (gemeinsam mit Arthur Budau): Vorlesungen über Pumpenbau, Fromme-Verlag, Wien/Leipzig
- 1954: Die Reibung bei der ebenen Wirbelsenkenströmung, Maschinenbau und Wärmewirtschaft 9, S. 341–43
- 1955: Stromfunktion für räumliche Wirbelsenken, Österreichischen Ingenieur-Archiv 9, S. 24–30
- 1957: Über Strömungen in Umlenkkanälen, Maschinenbau und Wärmewirtschaft 12, S. 93–96